# حدوة الحصان الهدبية
حدوة الحصان الهدبية (باللاتينية: Hippocrepis ciliata) نوع نباتي يتبع جنس حدوة الحصان من الفصيلة البقولية.

## الموئل والانتشار
ينتشر هذا النوع في المغرب العربي وقبرص وتركيا ومعظم مناطق شمال حوض البحر الأبيض المتوسط بما فيها البلقان إضافة إلى أوكرانيا.